# 侯執蒲
侯執蒲，字以康，號碧塘，河南歸德府商丘县人。明朝政治人物、進士出身。

## 生平
万历十六年（1588年）同從兄侯執躬同中戊子科河南乡试举人，二十六年（1598年）戊戌科进士。刑部觀政，初授甯津令，有惠政。七载，三十三年行取，三十六年八月擢授湖廣道御史，巡视南城，本年出按甘肃，抗疏论李相廷机、朱相赓、方相从哲。又言天下方有兵事，用大臣宜当其材，孫鑛非无文学，不可手执书卷，坐大司马堂。特立不倚，当路忌之，乃谢病里居十馀年。天启初，趙南星为冢宰，起光禄寺少卿，歴太僕寺少卿，寻遷太常寺卿。阉人魏忠贤窃政，有指为东林倔强老者，执蒲闻之，即致政归里。

## 家族
子侯恂、侯恪，萬曆進士。孫侯方域。